# Gien de Kock
Gien de Kock (eigentlich Clasina de Kock; * 21. Februar 1908 in Amsterdam; † 14. Februar 1998 ebenda) war eine niederländische Speerwerferin, Kugelstoßerin und Fünfkämpferin.
Im Speerwurf wurde sie bei den Olympischen Spielen 1936 Achte mit 36,93 m.
Fünfmal wurde sie Niederländische Meisterin im Speerwurf (1932–1934, 1936, 1937), viermal im Kugelstoßen (1931, 1933–1935) und zweimal im Fünfkampf (1935, 1936). 1933 wurde sie zudem Englische Meisterin im Kugelstoßen und im Speerwurf.

## Persönliche Bestleistungen
- Kugelstoßen: 11,00 m, 1934
- Speerwurf: 39,14 m, 22. September 1935, Amsterdam